# ラッキー (映画)
『ラッキー』（原題：Lucky）は、2017年のアメリカ合衆国のドラマ映画。
一匹狼の偏屈老人ラッキーが、風変わりな町の人々ととりとめのない日々を過ごしながら、静かに死と向き合っていく姿をユーモアを織り交ぜて描く。主演のハリー・ディーン・スタントンの遺作。俳優のジョン・キャロル・リンチの初監督映画。

## ストーリー
神など信じずに生涯独身で生きてきた一匹狼の偏屈老人ラッキーは今年で90歳。ラッキーは本名ではなく、海軍時代に楽な調理兵になって以来のアダ名だが、誰もが彼をラッキーと呼んでいた。目を覚ますとコーヒーを飲んでタバコを吸い、食堂でクロスワードパズルを解き、なじみのバーに出かけて常連客たちと無駄話をしながら酒を飲むという毎日を過ごすラッキー。
医者も驚くほどの健康体だが、ラッキーは突然めまいで倒れたことをきっかけに、自らの人生の終わりを意識し始める。彼は自身がこれまでに体験してきたことに思いを巡らせながら、「死」を悟っていく。
10才の少年の誕生日パーティーに招かれて、意外なほどの美声で愛の歌を披露し、またバーに寄るラッキー。真理は全てが無に帰すことで、ただ微笑むのみと呟くと、ラッキーは煙草に火をつけ、禁煙のバーから去って行った。

## キャスト
- ラッキー：ハリー・ディーン・スタントン
- ハワード：デヴィッド・リンチ
- ボビー・ローレンス：ロン・リビングストン
- ニードラー医師：エド・ベグリー・ジュニア
- フレッド：トム・スケリット
- ポーリー：ジェイムズ・ダレン
- ジョー：バリー・シャバカ・ヘンリー
- エレイン：ベス・グラント
- ロレッタ：イヴォンヌ・ハフ・リー
- ヴィンセント：ヒューゴ・アームストロング